# Pont Pierre-Pflimlin
Le pont Pierre-Pflimlin (en allemand et en dialecte alsacien Pierre-Pflimlin-Brücke) relie la France et l'Allemagne à Eschau au sud de Strasbourg. L'ouverture du pont a eu lieu en octobre 2002. Il s'agit du huitième pont sur le Rhin reliant l'Allemagne et la France.